# Bror Beckman
Bror Beckman, född den 10 februari 1866 i Kristinehamn, död den 22 juli 1929 i Ljungskile, var en svensk tonsättare. Han var sonson till Johan Vilhelm Beckman.
Beckman studerade för Johan Lindegren 1885–1890 och Julius Bagge. 1894–1896 var han musikstipendiat. Han var lärare vid Stockholms musikinstitut i harmoni, kontrapunkt och komposition 1890–1902. Beckman invaldes som ledamot nummer 516 av Kungliga Musikaliska Akademien den 28 april 1904. Han var kamrerare i akademien 1909–1918 och direktör vid Stockholms musikkonservatorium 1910–1929. Han blev professor 1911. Från 1915 var han musikkonsulent vid Kungliga folkskole- och läroverksöverstyrelsen.

## Verk
- Musik till En lyckoriddare (Harald Molander) 1900
- Symfoni F-dur, 1895
- Om lyckan (symfonisk dikt) 1902
- Sommarnatt (för stråkorkester) 1890
- Sonat a-moll för violin och piano 1891
- Pianostycken
- Solosånger[7], såsom Flodsånger och Gambla gastar.